# Château de Montcigoux
Le château de Montcigoux est un château français implanté sur la commune de Saint-Pierre-de-Frugie dans le département de la Dordogne, en région Nouvelle-Aquitaine.

## Présentation
Le château de Montcigoux se situe en Périgord vert, au nord de la commune de Saint-Pierre-de-Frugie, à égale distance de la ligne de chemin de fer Limoges - Périgueux et de la Dronne. C'est une propriété privée.

## Historique
Du château du XIIe siècle, autour duquel une bataille opposa Anglais et Français durant la Guerre de Cent Ans, ne subsiste aujourd'hui qu'une tour ronde à laquelle est  juxtaposée une chartreuse du XVIIe siècle. Depuis 1977, elle est la demeure de Gilbert Chabaud, maire de Saint-Pierre-de-Frugie depuis 2008.

### Le squelette
En 1913, sous le plancher d'une dépendance est découvert un squelette humain, que les habitants du canton nomment « Ernest », d'après le prénom d'Ernest Pagnon de Fontaubert, ancien propriétaire parti en 1850 avec sa sœur Ernestine chercher de l'or en Californie. À son retour en 1865, selon la légende, il aurait été tué à coups de hache par son frère Arthur. En 1933, le Courrier du Centre publie en sept épisodes un récit du journaliste Antoine Valérie, La sombre histoire du château de Montcigoux, qui authentifie cette version,. Valérie y précise qu'Arthur enferme Ernestine dans le château, où elle meurt deux ans plus tard ; le journaliste parle de la relation incestueuse d'Ernest et Ernestine, dont les fruits auraient été tués et enterrés dans la propriété.
Le récit de Valérie se répand dans la commune, les habitants se transmettant l'histoire de génération en génération. En 1958, le romancier Robert Margerit publie La Terre aux loups, dont l'histoire reprend le récit de Valérie. En 1987, France 3 interroge les habitants de la commune sur cette affaire et le journaliste Marc Wilmart fait réaliser le film Histoires d'un crime. En 1989, le roman Rendez-vous sur la terre de Bertrand Visage s'inspire de cette histoire,.
En 2013, l'historien amateur Bernard Aumasson remet en cause la légende. Spectateur d'une conférence sur le sujet en 2011, il estime que ce récit ne repose sur aucun fait précis. Ses recherches lui permettent d'affirmer qu'Ernest serait mort assassiné en Californie en 1862,. Ernestine est bien revenue en France, avec la fortune de son frère dont elle a obtenu les droits auprès de la justice américaine. Placée sous tutelle par sa sœur Hortense, elle décède de mort naturelle en 1867. Arthur Pagnon de Fontaubert décède en 1879, sans que sa vie n'ait été changée par le retour de sa sœur. Aumasson sollicite le maire de Saint-Pierre-de-Frugie, Gilbert Chabaud, qui lui demande des preuves scientifiques de sa version.
Aumasson demande alors de l'aide (notamment à Marc Wilmart) pour lancer des examens plus précis sur le squelette. Début 2016, celui-ci est transféré à l'Institut de recherche criminelle de la Gendarmerie nationale (IRCGN) de Cergy-Pontoise pour y être examiné et permettre de résoudre cette énigme. Les investigations ont montré que le squelette ne portait ni lésion, ni traumatisme, qui aurait pu être causé par une arme contondante. Il a été réintégré dans l'ancienne tour du château. En 2019, Bernard Aumasson demande à un laboratoire d'analyse d'objets d'art et de patrimoine culturel, le Ciram à Martillac en Gironde, d'effectuer une datation au carbone 14 d'un échantillon osseux du squelette pour essayer de préciser la période de sa mort. Les résultats indiquent que le squelette date de la période entre 1278 et 1388.
Si l'imposture de Valérie est désormais prouvée, cela permet également d'écarter les autres versions de l'histoire qui attribuaient la mort de ce squelette à d'autres familles du village. Toutefois, certains habitants estiment que ces recherches n'ont pas la valeur des récits ancestraux, et rejettent donc leurs conclusions.

## Galerie

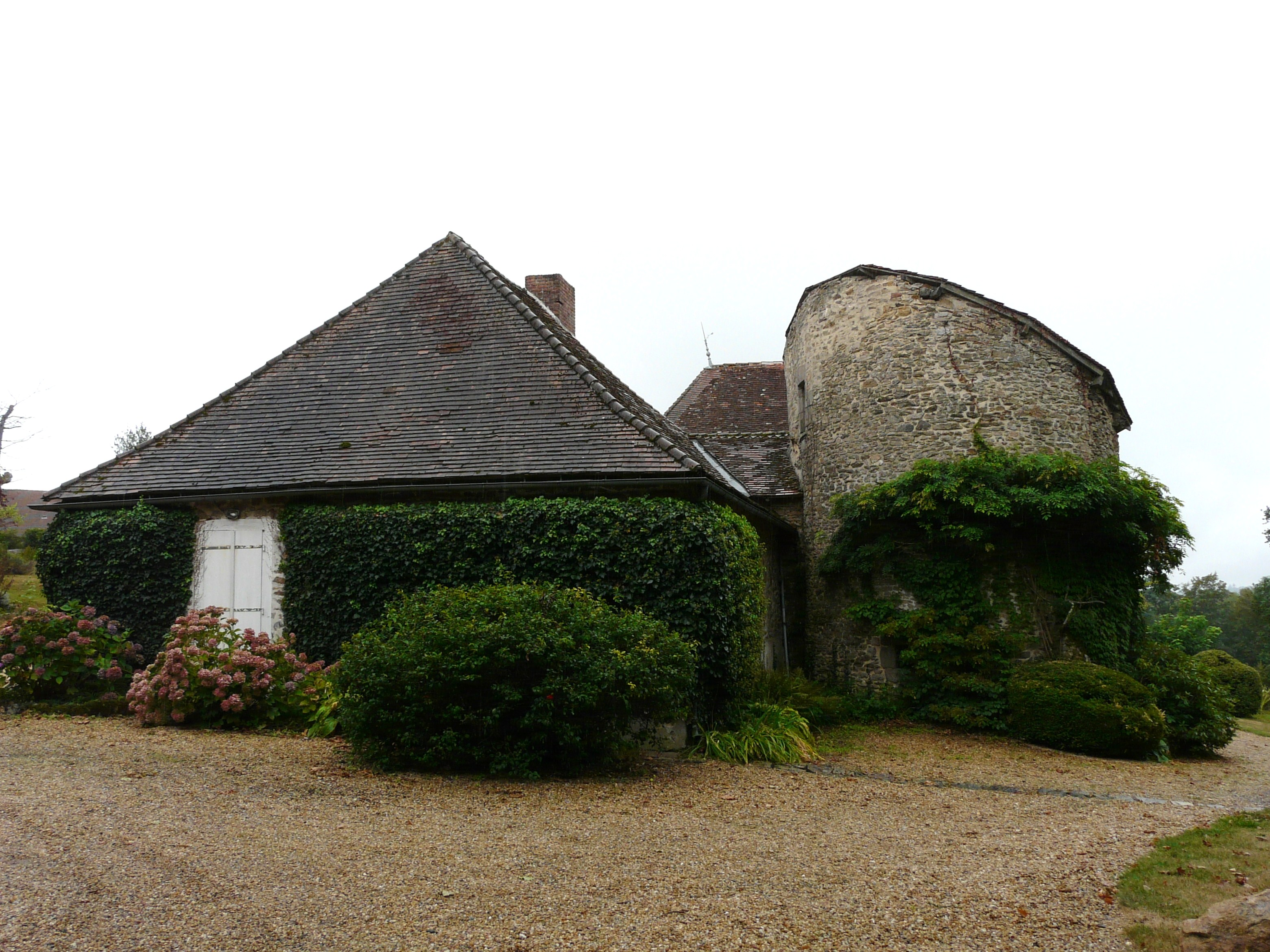
La tour du XIIe siècle.
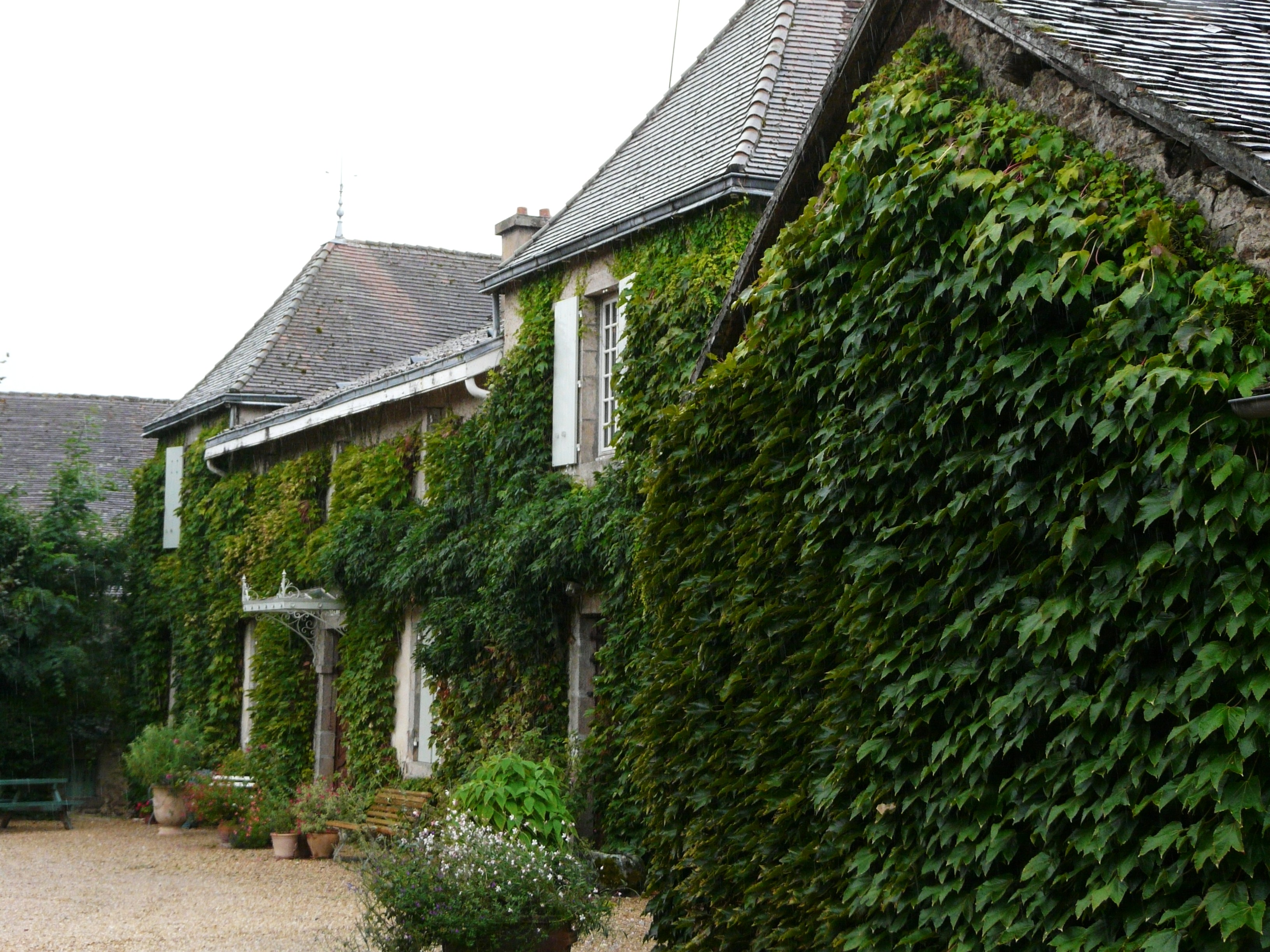
La façade sud-est de la chartreuse.